# Селявинское сельское поселение
Селявинское сельское поселение — муниципальное образование в Лискинском районе Воронежской области.
Административный центр — село Селявное.

## Население
| 2010  | 2012  | 2013  | 2014  | 2015  | 2016  | 2017  |
| ----- | ----- | ----- | ----- | ----- | ----- | ----- |
| 1143  | ↘1112 | ↘1090 | ↘1076 | ↗1092 | →1092 | ↘1062 |
| 2018  |       |       |       |       |       |       |
| ↘1057 |       |       |       |       |       |       |

## История
Селявинский сельсовет образован 24 декабря 1917 года. Законом Воронежской области от «02» декабря 2004 г. № 85 — ОЗ «Об установлении границ, наделении соответствующим статусом, определении административных центров муниципальных образований Лискинского и Подгоренского районов, образование в их составе новых муниципальных образований» Селявинский сельсовет наделен статусом сельского поселения.

## Населённые пункты
В состав поселения входят 4 населённых пункта:
1. село Селявное
2. хутор Вязники
3. хутор Дивногорье
4. посёлок Дивногорский Монастырь, в котором расположен Дивногорский Успенский монастырь.